# 스테판 기에라쉬

스테판 기라시(Stefan Gierasch, 1926년 2월 5일 ~ 2014년 9월 6일)는 미국의 배우이다.
뉴욕에서 태어났으며 샌타모니카에서 사망하였다.

## 출연 작품
- 린드버그 유괴사건 (1996년)
- 일급 살인 (1995년) - 교도소장 제임스 험슨 역
- 쥬니어 (1994년)
- Empty Cradle (1993)
- 잭 더 베어 (1993년)
- 데이브 (1993년)
- 테일 라이트 (1992년)
- 살인 도시 메가빌 (1990년)
- 부활자 (1989년)
- 죽음의 강 (1989년)
- 악령의 꽃 (1988년)
- 제9의 표적 (1987년)
- 퍼펙트 (1985년)
- 필사의 스턴트 작전 (1980년)
- 챔프 (1979년) - 찰리 굿맨 역
- 엔터베 특공작전 (1976년)
- 캐리 (1976년) - 미스터 모튼 역
- 실버 스트릭 (1976년) - 슈레이너 교수 역
- 평원의 무법자 (1973년) - 시장 제이슨 호바트 역
- 센츄리안 (1972년)
- 왓츠 업 덕 (1972년)
- 제레미아 존슨 (1972년)
- 트레벌링 엑시큐셔너 (1970년)
- 허슬러 (1961년)

### 텔레비전
- 추격 (1959년)
- 보난자 (1959년)